# Giacomo Antonio Cortuso
Giacomo Antonio Cortuso, citato anche come Giacomo Antonio Cortusi o, in latino Jacobus Antonius Cortusus (Padova, 1513 – Padova, 21 giugno 1603), è stato un botanico italiano.

## Biografia
Cortuso nasce a Padova nel 1513, figlio di Matteo, un letterato che godeva al tempo di una certa importanza, e Orsolina da Leon. Crescendo negli agi di una famiglia di estrazione aristocratica, condizione ricevuta dalla Repubblica di Venezia per i servigi ricevuti nell'ambito della guerra di Padova, ebbe la possibilità di studiare e benché poco si sappia del suo iniziale percorso scolastico si è certi giunse a laurearsi in medicina presso l'Università cittadina. Ciò nonostante, invece di iniziare esercitare la professione medica o dedicarsi lui stesso all'insegnamento, espresse maggiore interesse in altra disciplina, avvicinandosi alle scienze naturali e pur sostanzialmente da autodidatta, in particolar modo alla botanica.
In età oramai, per l'epoca, avanzata, nel maggio 1573 venne contattato da Bartolomeo di Santa Croce, arcidiacono di Padova e vicario dell'allora vescovo di Padova, Nicolò Ormaneto, e investito, così come altri noti personaggi del territorio, del compito di indagare sul censo del clero.
Il suo apporto alla scienza medica è noto quando, due anni più tardi e assieme a G. B. Zabarella, venne nominato provveditore della Sanità della città durante l'epidemia di peste bubbonica che colpì il territorio nel biennio 1575-1576. In quell'occasione, anche a causa degli scarsi aiuti da parte degli altri membri del Collegio medico, si prodigò in prima persona nell'assistenza di diversi concittadini, tra i quali una figlia e una nipote, venendo lui stesso contagiato ma riuscendo guarire curandosi da solo con infusi ed erbe. Suo anche l'apporto nel salvaguardare il bestiame delle province di Padova e Vicenza che, al contrario del volere dei principi tedeschi che, presumibilmente, ne pretendevano l'abbattimento al fine di ridurre gli effetti pandemici, indicando di spostarli dai monti nella pianura padana.